# 試製機動五十七粍砲
試製機動五十七粍砲（しせいきどう57みりほう）は、1941年（昭和16年）より大日本帝国陸軍が研究・開発した対戦車砲（速射砲）。

## 概要
1939年（昭和14年）9月より開発中であった試製四十七粍砲 は、初速、精度など全般的な性能は各国の45mm級対戦車砲と比較して遜色のないものだったが、重戦車級の敵戦車に対する対戦車能力には不足が考えられたため、試製四十七粍砲を上回る威力と機動性を持った57mm級対戦車砲として1941年（昭和16年）3月より研究が開始された。
一方、既に枢軸国と交戦していた連合軍では同級の対戦車砲としてQF 6ポンド砲が1940年に完成、1941年11月より生産が開始されていた。

## 開発
試製機動五十七粍砲は一式機動四十七粍砲の拡大版ともいえるもので、試作に際して駐退機など一部の部品は一式のものが流用された。当初の計画では1941年10月より研究開発に着手、1942年（昭和17年）10月には試作砲の実用試験を完了させる予定であった。しかし太平洋戦争（大東亜戦争）開戦により開発は遅延してしまう。1942年7月に試作砲が完成し試験が開始され、1943年（昭和18年）2月には富士の瀧ヶ原演習場にて射撃試験が実施された。射撃試験の結果は概ね開発条件を満たし良好であった（この時期の資料には「試製二式五十七粍砲」の名称の記載もあるという）。
本砲のために試製された弾種は、試製一式徹甲弾、試製二式榴弾、試製二式目標指示弾、タ弾などがある。

しかしながら遅延した本砲開発の間に、急速に発展した重装甲の新型戦車が連合国に次々に出現した事や、それらに対抗するには、重量の割には威力が低い（射距離1000mにて装甲60mm貫通。また資料によっては五十七粍長加農として射距離500mにて装甲75mm貫通、射距離1000mにて装甲65mm貫通との数値もある。 ）とされたことなど、57mm級対戦車砲を上回る新型対戦車砲の要望が強まったことから、1943年6月30日に軍需審議会幹事会において開発は正式に中止され、本砲は採用されることは無かった。
代わりとして、将来想定される連合国の重戦車に対抗する新型対戦車砲として射距離1000mにて装甲150～200mmを貫通し得る口径105mmの試製十糎対戦車砲（カト砲）が自走式（カト）として開発されることになる。

## 派生型
本砲と同じ弾薬を共用する戦車砲として、1941年3月より研究が開始された試製五十七粍戦車砲（試製五糎七戦車砲○新）がある。同砲は四式中戦車試作1号車に搭載された。